# Szakács Nagy Magdolna
Szakács Nagy Magdolna (Nagybacon, 1948. december 23. –) erdélyi magyar agrármérnök, mezőgazdasági szakíró.

## Életútja, munkássága
Középiskoláit a baróti líceumban végezte (1966), majd a kolozsvári Mezőgazdasági Akadémián szerzett agrármérnöki diplomát (1971), 1990-ben takarmánytermesztésből mesteri fokozatot. Ugyanitt szerezte meg a doktori fokozatot is 1997-ben.
Először Baróton volt agronómus gyakornok, majd 1972–77 között a sepsiszentgyörgyi termelőszövetkezetben (téesz) növénytermesztési részlegvezető, 1978–81-ben a Kovászna Megyei Mezőgazdasági Igazgatóság Munkaszervezési Osztályának munkatársa, 1982–89 között a kilyéni téesz főmérnöke, 1985-től elnöke. 1990-ben a Megyei Mezőgazdasági Szövetség alelnöki tisztét töltötte be, ezt követően 1991-től az árkosi Agronómus Ház igazgatója nyugdíjazásáig (2005).
Első cikkét a Megyei Tükörben közölte 1989-ben, ezután gyakran jelentek meg szakcikkei, tanulmányai napilapokban és a szaksajtóban, így a kolozsvári Mezőgazdasági Egyetem szakközlönyében (Studiul tipologic al pajiştelor din judeţul Covasna. Buletin Ştiinţific 45. kötet; Unele aspecte privind combaterea … caespitosa în zona nemorală. Uo. 48. kötet – mindkettő társszerzőkkel).

## Önálló kötete
- A természetes gyepek növényi összetételének és legelőértékének változásai (Sepsiszentgyörgy, 2001).